# AGM-114 Hellfire

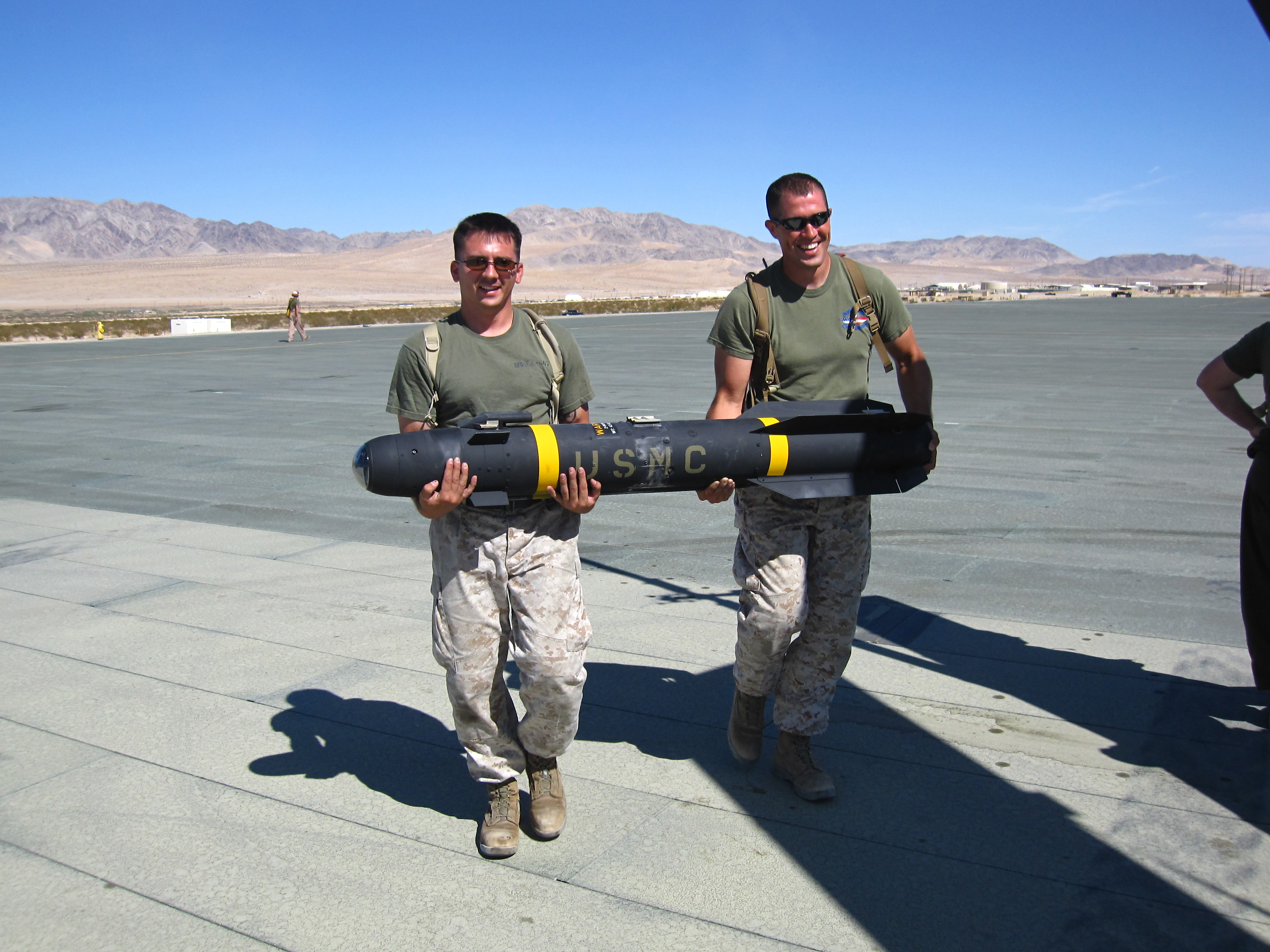
AGM-114 Hellfire

AGM-114 Hellfire (англ. Helicopter launched fire-and-forget) (укр. «гелікоптерний [боєприпас] типу вистрілив — забув, hellfire перекладається як "Пекельний Вогонь" (від hell=пекло + fire=вогонь)») — американська керована протитанкова ракета класу «повітря — земля», що запускається із закритої позиції без прямого візуального контакту з ціллю. Скеровується на ціль променем лазера або іншими системами. Застосовується з гелікоптерів (AH-64 Apache), літаків, безпілотних апаратів (Northrop Grumman MQ-8), наземних транспортних засобів (HMMWV).

## Історія
Розробка AGM-114 розпочалась у 1970-х роках як протитанкової зброї гелікоптерів. Rockwell International 1976 підписав угоду на виготовлення ракет, боєголовку до яких постачатиме Martin Marietta. Ракету встановлювали на усіх типах ударних гелікоптерів з 1970-х рр. до нашого часу. Сьогодні ракету випускають компанії Martin Marietta і The Boeing Company. Її вартість становить 58.000 доларів.
Заміною ракет Hellfire має стати ракетна система розроблена за програмою Joint Air-to-Ground Missile (JAGM).

## Модифікації

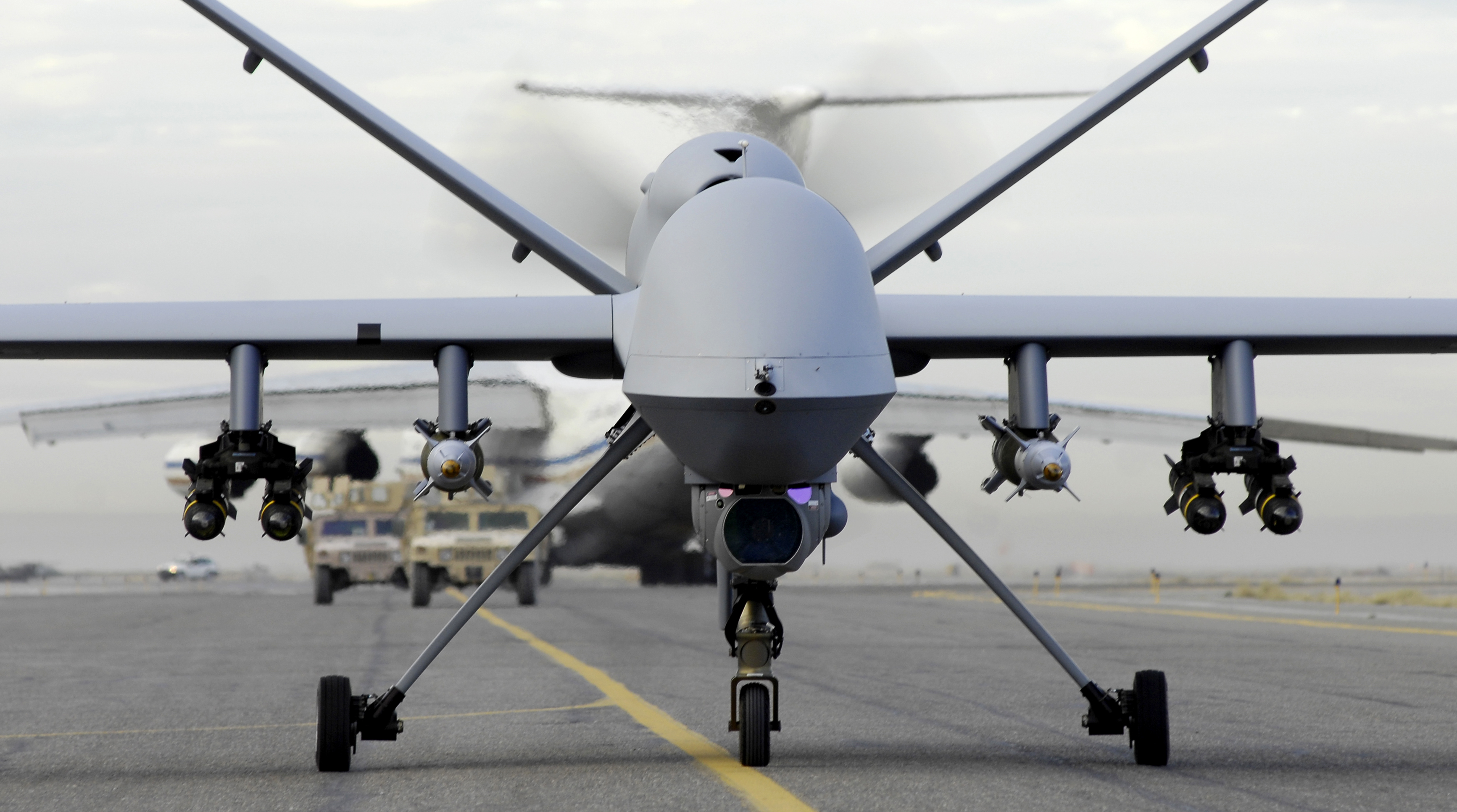
Дрон MQ-9 Reaper з ракетами AGM-114 Hellfire

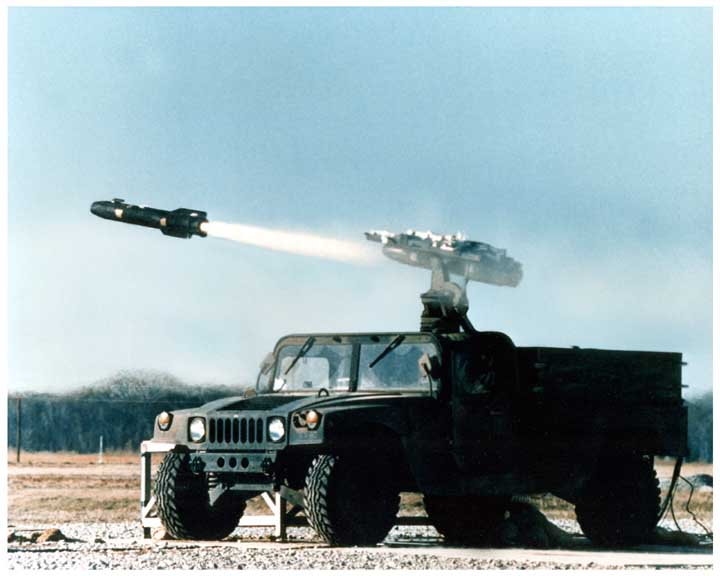
Запуск AGM-114 Hellfire з HMMWV

- AGM-114A — базова модифікація з дальністю 8000 м і лазерним наведенням, боєголовкою HEAT вагою 8 кг при вазі ракети 45 кг.
- AGM-114B/C Hellfire — удосконалена базова модифікація з менш димним двигуном M120E1 і електронним запобіжником боєголовки SAD (Safing/Arming Device)
- AGM-114D/E Hellfire — модифікація AGM-114B/C з цифровим автопілотом. Проєкт
- AGM-114F Hellfire перехідна модифікація з дальністю 7000 м, лазерним наведенням, тандемною боєголовкою HEAT масою 9 кг. Вага ракети 48,5 кг, довжина 180 см.
- AGM-114G Hellfire — модифікація AGM-114F з запобіжною системою SAD. Проєкт
- AGM-114H Hellfire — модифікація AGM-114F з цифровим автопілотом. Проєкт
- AGM-114K Hellfire II — модифікація з цифровим автопілотом, лазерна боєголовка з можливістю захвату цілі після втрати лазерного наведення, новий запобіжник SAD. Дальність 9000 м. Тандемна кумулятивна боєголовка HEAT масою 9 кг. Вага 45 кг, довжина 163 см (1993)
- AGM-114M Hellfire II — модифікація з осколково-фугасною боєголовкою для застосування проти кораблів, укриттів, цілей в урбаністичному середовищі, об'єктів ППО. Маса 48 кг.
- AGM-114R Hellfire II  — модифікація багатоцільового застосування, що має можливості головок K/M/N та може запускатися з армійських вертольотів і платформ БПЛА.
- AGM-114N Hellfire II — модифікація з термобаричною боєголовкою для застосування проти будівель, укриттів, живої сили ворога.
- AGM-114L Longbow Hellfire — протитанкова модифікація з системою радарного наведення, стійкою до перешкод. Дальність 9000 м, боєголовка HEAT масою 9 кг, маса 49 кг, довжина 176 см
- AGM-114R-4 — випробувана в 2022 році версія з істотно більшою дальністю ураження. Точні цифри названі не були, але за оцінками, ефективна дальність оновленої ракети може становити до 33 км[4].

Станом на 2018—2020 рр., версії K, M, та N більше не вироблялися.

## Технічні дані модифікації Modells AGM-114K

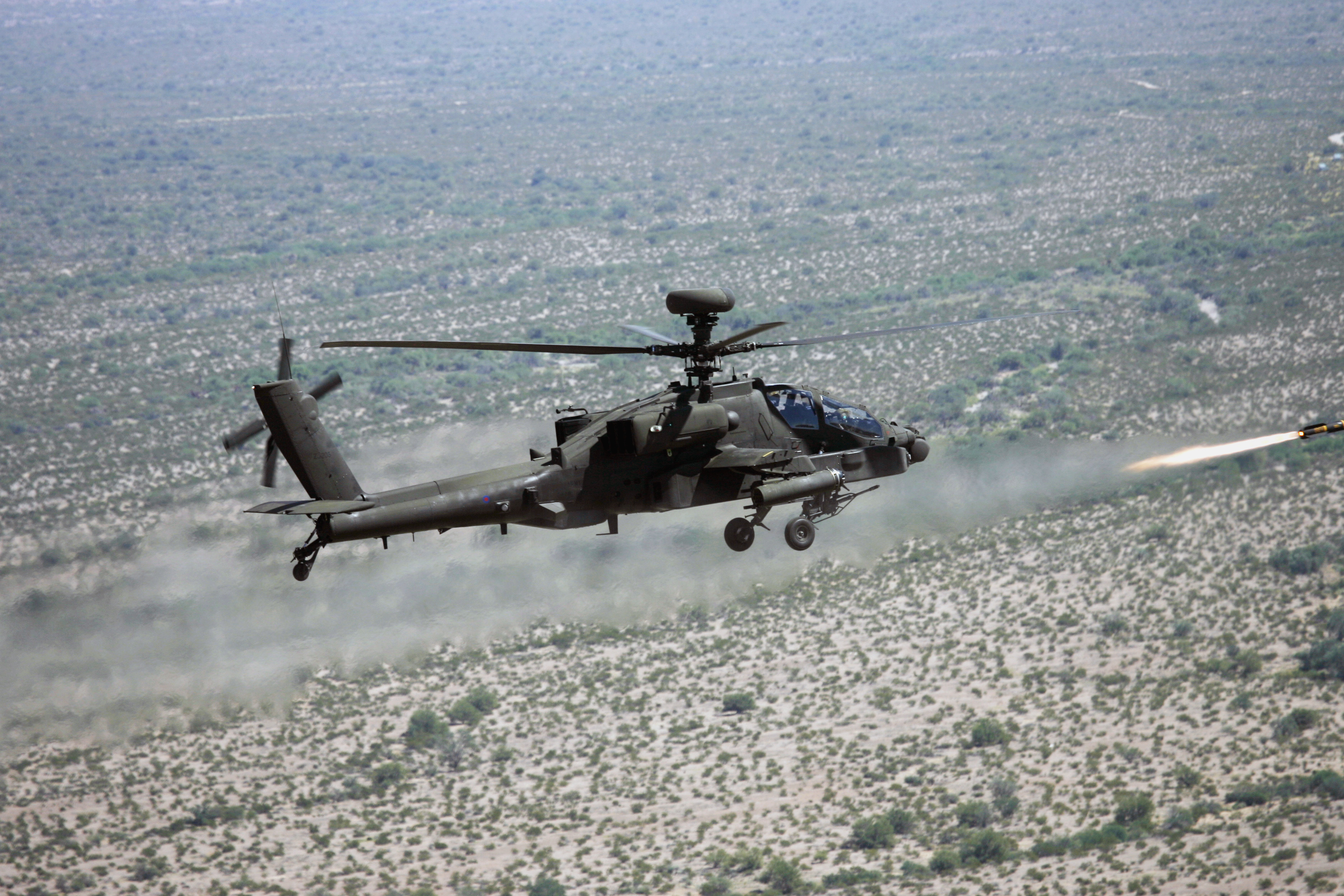
Запуск ракети з Apache AH64D

- Призначення: Ракета «повітря — поверхня» з лазерним наведенням
- Прийняття на озброєння — 1985
- Швидкість — M 1,17 = 1235 км/год
- Дальність (HELLFIRE II AGM-114R):
  - Пряме ураження — 7,1 км
  - Непряме ураження — 8 км
  - Мінімальна відстань — 0,5-1,5 км

- Вага — 46 кг
- Довжина — 163 см
- Діаметр — 18 см
- Розмах стабілізаторів — 33 см
- Боєголовка
  - Модель К — 9 кг, тандемний боєприпас
  - Модель М — бронебійна
  - Модель N — боєголовка з додаванням металевого заряду, що використовується для ураження міських споруд, бункерів, радіолокаційних майданчиків, комунікаційних установок і мостів

## Носії ракет AGM-114 Hellfire
Гелікоптери
- Sikorsky UH-60 Black Hawk
- Sikorsky HH-60H/MH-60R «Seahawk»
- Eurocopter Tiger
- Eurocopter AS 350
- McDonnell Douglas AH-64 Apache
- Boeing-Sikorsky RAH-66
- Boeing AH-6
- Bell AH-1 Cobra
- Bell OH-58 Kiowa
- Agusta A129 Mangusta

Літаки
- Air Tractor AT-802
- Cessna 208 Caravan[en]
- Beechcraft T-6 Texan II (проєкт)
- Lockheed C-130 Hercules
- North American Rockwell OV-10 Bronco[en]

Дрони
- MQ-1 Predator
- MQ-9 Reaper
- Northrop Grumman MQ-8 (проєкт)

Кораблі
- Combat Boat 90
- P 6297 Hellfire Missile Boat
- Portable Ground Launch System

Автомобілі
- HMMWV

## Оператори
Hellfire стоїть на озброєнні армій багатьох країн світу, спочатку ракета була розроблена в якості протитанкової зброї, але згодом її можливості розширили для боротьби з іншими типами цілей на полі бою.

### Україна
8 вересня 2022 року уряд Норвегії оголосив передачу Україні близько 160 ракет Hellfire термін експлуатації яких добігає завершення. Згідно з офіційним повідомленням, пакет допомоги також включає пускові та блоки наведення.

### Польща
30 травня 2023 року міністр оборони Польщі Маріуш Блащак повідомив про закупівлю ракет Hellfire, що будуть використані для озброєння багатоцільових гелікоптерів AW 149 і ударних AH-64E Apache Guardian, плани на придбання яких Польща оголосила минулого року.
Варшава звернулася до Вашингтона із запитом на придбання 800 ракет AGM-114R2 Hellfire і чотирьох навчальних ракет M36 Hellfire Captive Air Training Rissiles (CATM).
Орієнтовна загальна вартість замовлення становить 150 мільйонів доларів. Поставки ракет розпочнуться в цьому році та триватимуть до 2029 року.

### Франція
7 липня 2023 року Уряд США ухвалив рішення про можливий продаж Франції ракет Hellfire і супутнього обладнання орієнтовною вартістю 203 мільйона доларів. На цю суму Франція планує придбати 1515 ракет AGM-114R2 Hellfire. У вартість контракту входять технічна підтримка, документація, допомога в інтеграції та логістичні послуги.

### Нідерланди
2 лютого 2024 року Управління з питань оборонної співпраці та безпеки Департаменту оборони США повідомило про погодження можливого продажу Нідерландам ракет Hellfire і супутнього обладнання. Орієнтовна вартість замовлення становить — 150 мільйонів доларів. Раніше Амстердам звернувся до Вашингтона з проханням придбати 386 ракет AGM-114R2 Hellfire.
Основним підрядником постачання ракет AGM-114R2 буде корпорація Lockheed Martin.
У вартість потенційного замовлення входить технічна підтримка з боку американської сторони, документація, допомога в інтеграції та інші елементи матеріально-технічного і програмного забезпечення та логістичної і програмної підтримки.